# Ярмаркова площа (Лубни)
У Вікіпедії є статті про інші площі з назвою Ярмаркова площа
Ярмарко́ва пло́ща — площа у середмісті районного центра міста Лубен; історичне міське комерційне і торговельне «серце», де розташовані міський ринок, численні магазини і заклади громадського харчування, різноманітні підприємства.
Майдан розташований між центральною вулицею Ярослава Мудрого (колишня Леніна) і вулицею Володимирською (колишня Радянська), яка перетинає площу.

## Історія
Ярмаркова площа — історичне торжище Лубен. У XIX столітті в місті відбувалося 4 ярмарки на рік: Преображенський (найбільший, 6 серпня), Маслянський, Троїцький та Покровський).
У повоєнний радянський час у 1965 році площу перейменували на честь генерала Рубцова, який загинув у 1941 році в селі Калайдинці Лубенського району.
У 1977 році майдан був знову перейменований — почав називатися Жовтнева площа — на честь «Жовтневої революції» 1917 року, і носив цю пропагандистську назву понад 30 років, у тому числі понад півтора десятка років уже за незалежності України (від 1991 року).
Нарешті 26 червня 2008 року Лубенська міська рада ухвалила рішення про перейменування низки міських вулиць, і, зокрема, Жовтневій площі була повернута її історична назва — Ярмаркова.

## Об'єкти

Лубенський міський ринок

На Ярмарковій площі в Лубнах розташований міський ринок, містяться численні торговельні і комерційні заклади, їдальні, кафе, підприємства:
- буд. № 5 — ЗАТ «Таверна»;
- буд. № 12 — колективна виробничо-торгова фірма «Дзеркало»;
- буд. № 13/22 — релігійна громада помісної Церкви християн віри євангельської у місті Лубни;
- буд. № 24 — житлово-експлуатаційні дільниці (ЖЕДи) № 1, 2, 3;
- буд. № 27 — ВАТ «Лубенський хлібзавод»[4];
- буд. № 30 — ТОВ «Вікторія»;
- буд. № 42/1 — державне комунальне підприємство «Лубенський міський ринок», тут же містяться деякі комерційні фірми: МП «Меркурій», ТОВ «Полтава» та інші;

## Виноски
1. ↑  Жовтнева площа // За ред. А. В. Кудрицького. Полтавщина : Енцикл. довід.. — К. : УЕ, 1992. — С. 1024. — ISBN 5-88500-033-6. — С. 270
2. ↑  У Лубнах перейменували вулиці з радянськими назвами [Архівовано 3 серпня 2008 у Wayback Machine.] // повідомл. за 1 липня 2008 року від УНІАН
3. ↑  Лубни: довідник підприємств на bizinua.info[недоступне посилання]
4. ↑  Відкрите акціонерне товариство «Лубенський хлібозавод» [Архівовано 30 жовтня 2013 у Wayback Machine.] на www.rada.com.ua (Україна сьогодні. Каталог провідних підприємств України) [Архівовано 24 серпня 2011 у Wayback Machine.]